# Kalgoulou
Kalgoulou est une localité du Cameroun située dans le département du Logone-et-Chari et la Région de l'Extrême-Nord, au sud du lac Tchad, à la frontière avec le Tchad. Elle fait partie de la commune de Logone-Birni et du canton de Hinalé. On distingue parfois Kalgoulou I et Kalgoulou II.

## Population
Lors du recensement de 2005, 155 personnes ont été dénombrées à Kalgoulou I et 119 à Kalgoulou II. 